# Verbotene Liebe (1990)
Verbotene Liebe ist ein DEFA-Spielfilm des Regisseurs Helmut Dziuba aus dem Jahr 1990.

## Handlung
Die dreizehnjährige Barbara und der achtzehnjährige Oberschüler Georg kennen sich schon lange. Sie sind Nachbarn und verstehen sich gut. Aus der Freundschaft wächst mit der Zeit eine tiefe Liebe. Da Barbara jedoch noch nicht das Schutzalter überschritten hat, ist diese Beziehung in den Augen der Umwelt verwerflich. Nachdem die beiden das erste Mal in einem leerstehenden Haus miteinander geschlafen haben, glauben sogar einige Jugendliche, sie könnten Barbara als Freiwild ansehen, und versuchen sie zu vergewaltigen. Auch mit den Eltern gibt es große Probleme. Vor allem die Väter der beiden sind schon lange verfeindet. Georgs Vater war durch die Kampagne „Industriearbeiter aufs Land“ in das Dorf gekommen, der Idealismus ist nun jedoch Lethargie bis Verbitterung gewichen, insbesondere auch angesichts der materiellen Erfolge von Barbaras Vater (dem Nachbarn). Dieser ist vor allem an Geld interessiert, ansonsten verständnislos bis primitiv. Endlich hat dieser einen Weg gefunden, seinen Widersacher, den „Genossen“, zu kompromittieren, und zeigt Georg wegen sexuellen Missbrauchs eines Kindes  an. Auch in der Schule gibt es wenig Verständnis. Der Schuldirektor leitet disziplinarische Maßnahmen ein und Georgs Zukunft scheint verbaut, ein Studium ist nicht mehr möglich. Nur die Lehrerin Laube steht zunächst zu den beiden und wird zu einer Freundin für Barbara. Schließlich solidarisieren sich auch die Mitschüler mit dem Liebespaar.
Der Film endet mit der Verkündung des Urteils gegen Georg. Dort wird auf den Widerspruch zwischen einem an sich sinnvollen, aber starren Gesetz (§ 148 des Strafgesetzbuches der DDR) und der ganz offensichtlich echten Liebe der beiden eingegangen. Ein abschließendes Urteil wird im Film nicht bekannt gegeben, jedoch die spätere Heirat der Liebenden, für die Georg „einen kleinen Preis“ bezahlt habe.

## Kritiken
„Der Film erzählt in wunderschönen, manchmal etwas symbolüberladenen Bildern von gesellschaftlichen Deformationen, von menschlichem Versagen, aber auch von Verständnis und Güte (Gudrun Ritter als Prototyp des gar nicht so selten guten DDR-Lehrers) und vom Mut zur Solidarität. Und vor allem – und dies in künstlerischer Vollendung – von der niemals zu stürzenden Himmelsmacht Liebe.“

„So ist Helmut Dziubas Verbotene Liebe ein weiterer ‚Vor-Wende-Film‘, der beschreibt, was zur Wende drängte. Was er zeigt, wird damit freilich nicht unaktuell. Es könnte sich wohl ähnlich in einem Dorf der Bundesrepublik zutragen. Gegen eine lieblose Umwelt wird auch kein „einig Vaterland“ Schutz bieten.“

## Bemerkungen
Der Film des DEFA-Studios für Spielfilme basiert auf einer Erzählung des Schriftstellers Helmut H. Schulz, dessen Werk in der DDR mehrere Jahre nicht veröffentlicht werden durfte. Auch der Film konnte trotz fertigem Drehbuch drei Jahre lang nicht realisiert werden. Die Dreharbeiten fanden 1989 im Oderbruch rund um Seelow und in einer Schule in Berlin-Friedrichshagen statt.
Als der Film dann am 19. April 1990 im Berliner Kino International uraufgeführt wurde, war der Film zum Teil schon von der Entwicklung überholt. Zunächst wurde der Film wie nahezu alle DEFA-Filme der Zeit kein großer Erfolg, da sich das Publikum zunächst vor allem für westliche Produktionen interessierte. Erst im Laufe der Jahre entwickelte sich Verbotene Liebe, schon wegen des zeitlosen Themas von „Romeo und Julia“, zu einem Kultfilm.
Die Rolle der Lehrerin Laube kommt in der Vorlage nicht vor, sie wurde von Regisseur Helmut Dziuba eigens für Gudrun Ritter ins Drehbuch geschrieben. Beim letzten nationalen Spielfilmfestival der DDR 1990 wurde sie für die Rolle mit dem Preis für die Beste Nebenrolle ausgezeichnet. Hauptdarstellerin Julia Brendler war während der Dreharbeiten vierzehn Jahre alt. Eine kleine Nebenrolle spielt die spätere SPD-Politikerin Manuela Frenzel (heute verh. Schwesig).

## DVD-Veröffentlichung
Die von der DEFA-Stiftung digital restaurierte Fassung des Films erschien 2020 bei Absolut Medien in der Reihe DEFA-Wendejugend auf DVD.